# Mégalithisme en Éthiopie
Le mégalithisme en Éthiopie est un mégalithisme essentiellement de type funéraire quels que soient l'époque et le lieu.
| \| Sakaro Sodo · Sede · Tiya · May Hedja · Champ de stèles de Gudit · Tuto Fela \| Répartition géographique des mégalithes en Éthiopie. · : cistes dolméniques - : stèle - : autre site mégalithique |
| Sakaro Sodo · Sede · Tiya · May Hedja · Champ de stèles de Gudit · Tuto Fela |

## Typologie des mégalithes éthiopiens
Les monuments mégalithiques d'Éthiopie sont de trois types : à l'est, des dolmens associés à des tumulus dans les monts du Harar entre Asbe-Tafari et Harar,  dans le nord et le sud du pays, des pierres dressées ou stèles. Les stèles, plus ou moins décorées, et pouvant atteindre des hauteurs gigantesques ont un rôle funéraire. Le mégalithisme éthiopien est essentiellement funéraire quels que soient l'époque et le lieu.

### Cistes dolméniques
Lorsqu'ils furent découverts par le père Azaïs (en 1922) et par Roger Chambard (en 1931), les monuments funéraires mégalithiques d'Éthiopie furent qualifiés de « dolmen » mais s'agissant d'édifices de petite taille ne contenant qu'un seul corps, le terme de ciste serait mieux adapté. Ils sont localement appelés Daga Kofiya (« chapeau de pierre »),. On en recense une centaine dans les montagnes du Harar. Ils se caractérisent par une très grande homogénéité architecturale. Les orthostates formant les grands côtés du coffre sont généralement régularisés, les petits côtés ne servent pas de support à la couverture mais uniquement de fermeture aux deux extrémités du coffre. L'ensemble est maintenu en place par un cairn jusqu'au niveau de la table. 
Le dolmen éthiopien est donc un monument mégalithique formé d'une table, longue de 2 à 3 m qui recouvre une chambre rectangulaire de 1,40 à 1,60 m de longueur, large de 0,60 à 0,80 m et 0,60 m et haute de 0,60 à 0,90 m dont le fond est dallé le plus souvent en opus incertum, et qui est précédée d'une antichambre dans le secteur ouest. Il est inclus dans un tumulus.
La plupart des édifices sont construits à flanc de montagne, entre 1 800 m et 2 200 m d'altitude, jamais dans des vallées. Ils sont regroupés en nécropole là où la pierre est abondante. Quelques cistes sont juxtaposées (Sourré-Kabanawa). Aucune orientation particulière n'a été constatée, c'est le relief du terrain d'implantation qui dicte l'orientation : le grand axe est perpendiculaire à la pente du terrain, ce qui a facilité la pose de la dalle de couverture.
Les fouilles archéologiques pratiquées ont livré peu de matériel car les tombes ont été vidées de longue date par des chercheurs de trésor. Le mobilier découvert, à l'intérieur et autour du monument, correspond à quelques fragments de poteries et des objets microlithiques en obsidienne mais on ne peut affirmer leur appartenance à la tombe d'origine, car à certaines occasions les Gallas viennent y pratiquer des rituels bien précis, dont le fait d'y brûler de l'encens sur un tesson de poterie, ces sépultures étant toujours vénérées chez les musulmans comme chez les chrétiens.  De petits blocs de pierre, de forme cylindrique ou triangulaire, d'une hauteur de 0,20 à 0,70 cm, ont été découverts à plusieurs reprises près des monuments, voire à l'intérieur. Ils pourraient correspondre à des symboles phalliques en lien avec un rituel de fertilité et de fécondité. 
Les quelques datations au radiocarbone obtenues sur des monuments du Harar indiquent une période appartenant au IIe millénaire av. J.-C.. Les bâtisseurs de ces monuments sont probablement les éleveurs de bovins qui ont réalisé les peintures rupestres de Laga-Ondji dans la même région.

### Tumulus
Ils sont localement appelés Daga Tuli (« monticules de pierre »). Les tumulus sont très nombreux. Si leurs formes sont peu variées, leurs dimensions sont elles très variables, du petit tas de cailloux jusqu'au cairn de plus de 10 m. Les tumulus sont parfois entourés d'un mur comportant une ouverture. On peut distinguer deux types de constructions. 
Le premier groupe correspond à des monuments avec une chambre circulaire comportant une cella latérale. La chambre est bâtie ou creusée dans le sol, elle mesure de 3 à 4 m de diamètre. Le passage de la chambre à la cella est marqué par un porche trilithe. Ce sont des tombes collectives, les défunts sont déposés dans des compartiments délimités par des pierres verticales. La chambre était fermée par des dalles de couverture que l'on pouvait soulever pour déposer un nouveau défunt dans un nouveau compartiment. À cette occasion, on déplaçait sans soin particulier les restes osseux des anciennes sépultures. Les défunts sont entourés d'un mobilier funéraire très riche : poteries, armes (javelines, poignards, flèches en fer) et d'éléments de parure. Ceux-ci sont très variés : des perles (en calcaire, en cornaline, en verre, en cuivre, en argent, en or), des pendants d'oreille (en métal, en bois, en pierre, en os), des bracelets en métal, des coquillages retouchés, des petits flacons de khôl.  La céramique découverte est identique à celle retrouvée dans des sites fortifiés installés en hauteur sur des points stratégiques. Les quelques datations réalisées indiquent une utilisation de ce type de monument entre le VIIIe siècle et le XIIe siècle.
Le second groupe comprend des monuments beaucoup moins élaborés, se limitant souvent à un simple tas de pierres recouvrant une ou plusieurs sépultures. Ils furent utilisés durant une très longue période, assez mal définie, mais un tumulus similaire situé à Djibouti a été daté du Ier millénaire av. J.-C..

### Stèles

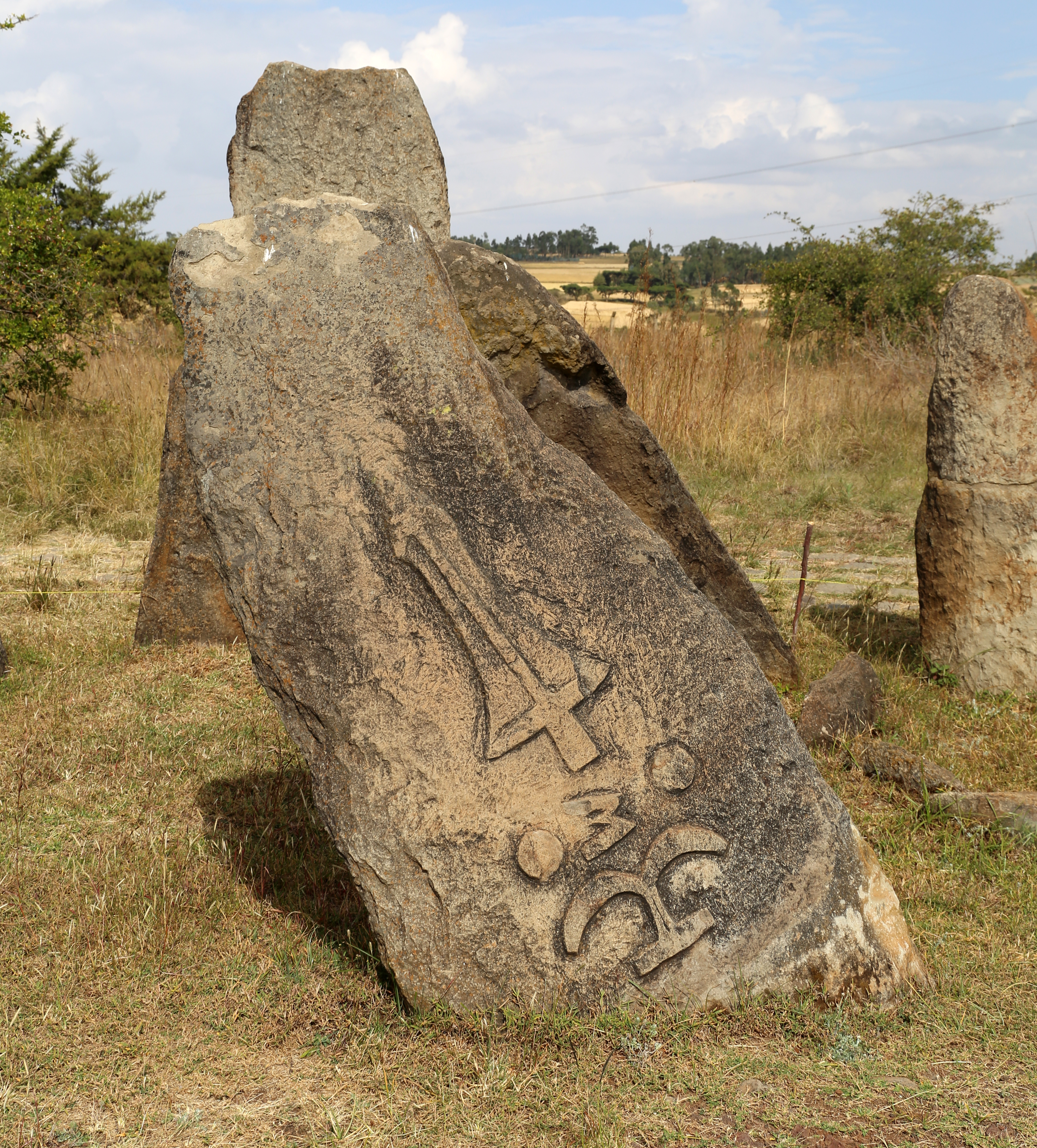
Tiya : stèle avec épée et motif de la « triade symbolique ».

On peut distinguer quatre groupes bien distincts parmi les stèles éthiopiennes correspondant globalement à trois territoires géographiques, avec des chevauchements partiels, situés entre la dépression des grands lacs et la vallée de l'Omo à l'ouest et la rivière Awash au nord  :
- les « stèles phalliques », localement appelées soddos, emblématiques du site de Tuto Fela, qui se présentent sous forme d'un fût cylindrique surmonté d'une partie hémisphérique, rassemblées par groupes plus ou moins importants, d'une longueur moyenne de 3 à 4 m, retrouvées le plus souvent couchées ou cassées, rarement dressées en place ;
- les stèles anthropomorphes de forme triangulaire visibles en forte concentration (sur les rives de la rivière Awash) ou dispersées avec d'autres stèles au style différent (Tiya) : elles comportent un décor sculpté représentant des caractères humains (tête rectangulaire, yeux sous forme de trous circulaires, bras) et des attributs (collier);
- les « stèles aux épées », probablement masculines, fortement concentrées entre les rivières Lémen et Awash, constituées de dalles peu épaisses, aplanies sur chaque face, de forme ogivale avec un décor sculpté en relief, sur une seule face sur deux niveaux : au niveau inférieur, figure un décor dit de la « triade symbolique » comprenant un signe non identifié de type ramifié lui-même surmonté d'un motif en « X » ou en « W » renversé, parfois double, et de deux cercles. Le niveau supérieur, quand il existe, est celui où sont représentées des épées, disposée pointe vers le haut s'il s'agit d'un unique exemplaire ou tête-bêche s'il existe plusieurs rangées d'épées. Elles sont souvent associées avec des « stèles au masque », probablement féminines, moins nombreuses, comportant une tête ronde divisée en trois segments verticaux, parfois complètement dégagée du reste de la dalle, avec de petits trous représentant les yeux et les oreilles et un long cou ;
- des pierres hémisphériques ou coniques, parfois appelées « stèles tambours » en raison de leur forme :  d'un diamètre de 0,60 à 1 m, parfaitement bouchardées, elles sont généralement regroupées à l'écart des autres stèles, notamment à l'ouest de Tiya, surmontant ou entourant un tumulus ;

À ces ensembles homogènes, on peut ajouter tout au nord, dans le Tigré, le groupe unique des grandes stèles de May Hedja (Aksoum), parfois qualifiées d'obélisques, qui marquent l'emplacement des tombeaux des souverains de l'Empire aksoumite. Elles figurent parmi les plus grands monolithes façonnés par l'homme. Elles ont une base quadrangulaire. Elles sont ornées de motifs géométriques imitant les portes et les fenêtres d'un grand édifice. Elles auraient été édifiées au début du IVe siècle.

## Sites mégalithiques
| Site             | Type                                     | Région | Woreda     | Notes                                     | Coordonnées                          | Illustration                       |
| ---------------- | ---------------------------------------- | ------ | ---------- | ----------------------------------------- | ------------------------------------ | ---------------------------------- |
| Ashupi           |                                          | RNNPS  | Yirgachefe |                                           |                                      |                                    |
| Boji             |                                          | RNNPS  | Yirgachefe |                                           |                                      |                                    |
| Chelba Tutiti    | Stèles phalliques                        | RNNPS  | Yirgachefe |                                           |                                      |                                    |
| Do Kochoré       | Stèles                                   | RNNPS  | Yirgachefe |                                           |                                      |                                    |
| Gudit            | Stèles                                   | Tigré  | Aksoum     |                                           | 14° 07′ 32″ N, 38° 42′ 25″ E         |                                    |
| May Hedja        | Stèles aksoumites                        | Tigré  | Aksoum     |                                           | 14° 07′ 55″ N, 38° 43′ 09″ E         |                                    |
| Moto Koma        | Stèles phalliques                        | RNNPS  | Yirgachefe |                                           |                                      |                                    |
| Oddo Tibo        | Stèles à épées et au masque              | RNNPS  |            |                                           |                                      |                                    |
| Sakaro Sodo      |                                          | RNNPS  | Gedeb      |                                           | 5° 56′ 55″ N, 38° 15′ 18″ E          |                                    |
| Sede Mercato     | Stèles                                   | RNNPS  | Yirgachefe |                                           | 6° 07′ 06″ N, 38° 11′ 00″ E          |                                    |
| Soditi           | Stèles                                   | RNNPS  | Yirgachefe |                                           |                                      |                                    |
| Sourré-Kabanawa  | Cistes dolméniques et tumulus            | Oromia | Chelenko   |                                           |                                      |                                    |
| Tchalalaka       | Cistes dolméniques et tumulus            | Oromia | Dobba      |                                           |                                      |                                    |
| Tiya             | Stèles aux épées                         | RNNPS  | Sodo       | Inscrit au patrimoine mondial depuis 1980 | 8° 25′ 52″ N, 38° 36′ 38″ E          |                                    |
| Tuto Fela        | Stèles phalliques Stèles anthropomorphes | RNNPS  | Sidamo     |                                           | 6° 16′ 07″ N, 38° 15′ 24″ E          | Tutu Fela                          |
| Wacho Balemotabi | Stèles anthropomorphes                   | RNNPS  | Sodo       | site détruit                              | stèles déplacées sur le site de Tiya | Stèle déplacée sur le site de Tiya |